# Bestwina (gemeente)
De gemeente Bestwina is een landgemeente in het Poolse woiwodschap Silezië, in powiat Bielski (Silezië).
De zetel van de gemeente is in Bestwina.
Op 30 juni 2004 telde de gemeente 10 315 inwoners.

## Oppervlakte gegevens
In 2002 bedroeg de totale oppervlakte van gemeente Bestwina 37,55 km², waarvan:
- agrarisch gebied: 65%
- bossen: 11%

De gemeente beslaat 8,21% van de totale oppervlakte van de powiat.

## Demografie
Stand op 30 juni 2004:
| Omschrijving                   | Totaal | Totaal | Vrouwen | Vrouwen | Mannen | Mannen |
| ------------------------------ | ------ | ------ | ------- | ------- | ------ | ------ |
| eenheid                        | aantal | %      | aantal  | %       | aantal | %      |
| inwoners                       | 10 315 | 100    | 5294    | 51,3    | 5021   | 48,7   |
| bevolkingsdichtheid (inw./km²) | 274,7  | 274,7  | 141     | 141     | 133,7  | 133,7  |

In 2002 bedroeg het gemiddelde inkomen per inwoner 1427,16 zł.

## Administratieve plaatsen (sołectwo)
Bestwina, Bestwinka, Janowice, Kaniów.

## Aangrenzende gemeenten
Bielsko-Biała, Czechowice-Dziedzice, Miedźna, Pszczyna, Wilamowice